# Gmina Tilden (Iowa)

Położenie Gminy Tilden w hrabstwie Cherokee

Gmina Tilden (ang. Tilden Township) – gmina w USA, w stanie Iowa, w hrabstwie Cherokee. Według danych z 2000 roku gmina miała 194 mieszkańców, a jej powierzchnia wynosi 93,88 km².